# 實像

上：凸透鏡所成的實像。下：凹面鏡所成的實像。圖中黑色箭頭O為物體，灰色箭頭I為實像，f為鏡的焦點，藍色箭頭是光路。

實像（英語：real image）是物体发出的光线经光学系统折射或反射后，重新会聚而形成的与原物相似的像；實像上的每一個點均由至少兩道光線形成，其由實際光線會聚而成，不但能看到且能用光屏接到。簡言之，『實像就像真實物體，可以直接看到。』
實像就有如在成像處的真實物體，其實，受到周邊物體比對的影響，往往人腦的視覺感官就可以判斷確知此實像的位置，直到人類嘗試碰觸此實像時，才會因為人腦的觸覺感官而發現其實此實像所在處其實並無實物，碰觸不到。
實像能用光屏承接，在像的位置放置光屏就能接收到清晰的像，摄影或放映电影都需利用成实像的原理。

## 凸透鏡成實像
凸透鏡成實像的應用很多，例如照相機鏡頭、人眼的水晶體都是凸透鏡，成的實像像被感光元件、視網膜接收；投影機的鏡頭亦是凸透鏡，成像能用螢幕承接。為解決實像倒立的問題，數位相機和人眼的成像分別經過微電腦和人腦處理，使最終看到的東西正立；對於投影機，則在播放時將畫面放反，使投影看上去正立。

圖為凸透鏡成的實像。實像是倒立的，像上的點與物體上的點一一對應。